# 島泊漁港

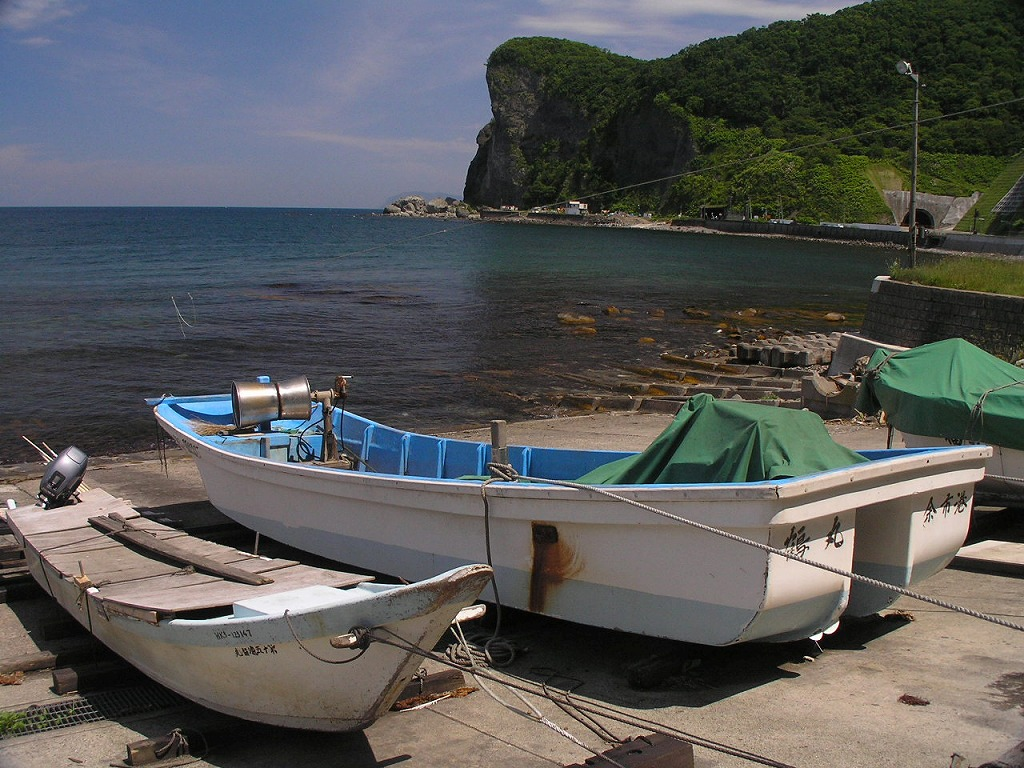
島泊漁港とワッカケ岬

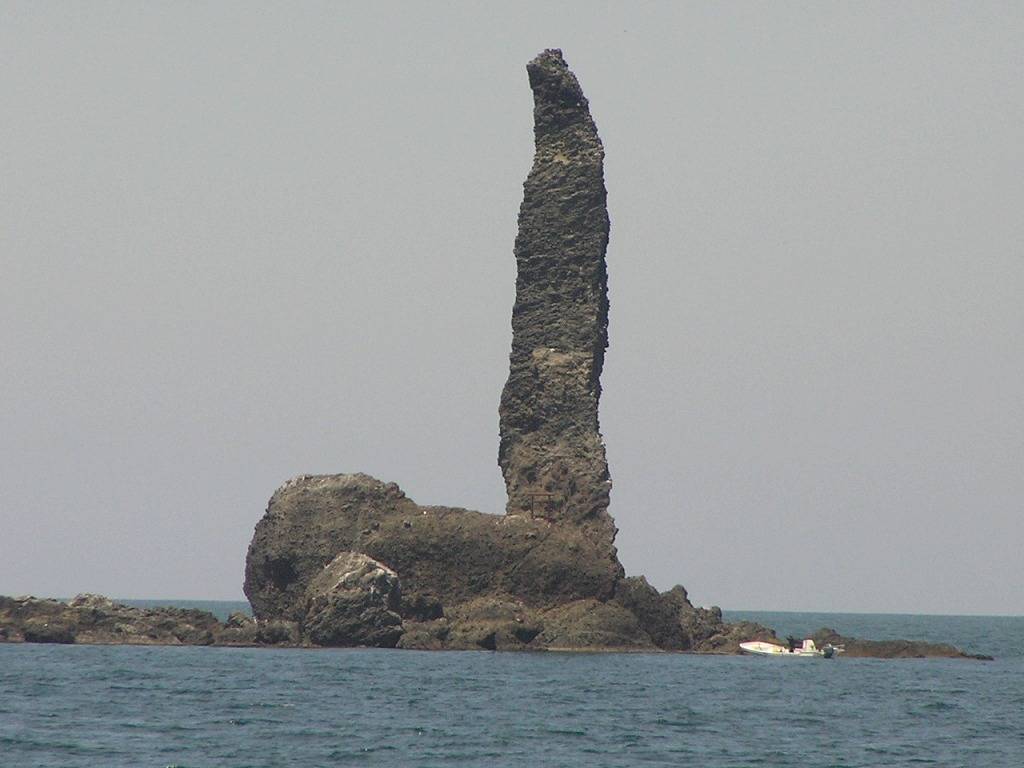
ローソク岩の絶好のビューポイントでもある

島泊漁港（しまどまりぎょこう）は、北海道余市郡余市町潮見町にある第1種漁港。 

## 概要
積丹半島ワッカケ岬の西付け根付近に位置し、ワッカケトンネル（498m）と滝の澗トンネル（1,320.5m）にはさまれた国道229号沿いからみえる、背後が絶壁の小さな漁港。近くには能登屋沢川が流れ込む。ウニ・サザエ・ワカメなどを捕獲する小さな漁船がほとんどである。漁港から北方約1.2kmには蝋燭岩（ローソク岩）が屹立する様が目に入る。ここから豊浜町までの西側の海岸線一帯は奇岩・岩礁が連続しているが、国道からは見えない。

## 周辺観光
- 神威岬
- シリパ岬
- フゴッペ洞窟
- フゴッペ川温泉
- ニッカウヰスキー北海道工場（余市蒸留所）
- 北海ソーラン祭り
- 各種観光農園など
- 余市宇宙記念館
- よいち水産博物館
- ジャンプ王国余市展示ホール
- ローソク岩、えびす岩、大黒岩
- 円山公園